# Zheng Xiulin
Zheng Xiulin (郑秀琳S, Zhèng XiùlínP; 21 luglio 1966) è un'ex cestista cinese.

## Carriera
Con la Cina ha disputato i Barcellona 1992 e i Campionati del mondo del 1990.